# Edo Pirkmajer
Edo Pirkmajer, slovenski fizik in politik, * 2. november 1932.
Med 15. marcem 1996 in 31. avgustom 2001 je bil državni sekretar Republike Slovenije na Ministrstvu za ekonomske odnose in razvoj Republike Slovenije.
Je eden izmed ustanoviteljev Jadralnega kluba Ljubljana in predsednik Združenja lastnikov nepremičnin Slovenije.